# Cellettes (Loir-et-Cher)
Pour les articles homonymes, voir Cellettes.
Cellettes est une commune française située dans le département de Loir-et-Cher en région Centre-Val de Loire. Ses habitants sont les Cellettois.

## Géographie

### Généralités
Le village de Cellettes est situé au sud du pays blésois, près de la forêt de Russy, sur la rivière Beuvron.
|  |

### Typologie
Au 1er janvier 2024, Cellettes est catégorisée commune rurale à habitat dispersé, selon la nouvelle grille communale de densité à sept niveaux définie par l'Insee en 2022.
Elle est située hors unité urbaine. Par ailleurs la commune fait partie de l'aire d'attraction de Blois, dont elle est une commune de la couronne,. Cette aire, qui regroupe 78 communes, est catégorisée dans les aires de 50 000 à moins de 200 000 habitants,.

### Climat
Pour des articles plus généraux, voir Climat du Centre-Val de Loire et Climat de Loir-et-Cher.
En 2010, le climat de la commune est de type climat océanique dégradé des plaines du Centre et du Nord, selon une étude du CNRS s'appuyant sur une série de données couvrant la période 1971-2000. En 2020, Météo-France publie une typologie des climats de la France métropolitaine dans laquelle la commune est exposée à un climat océanique altéré et est dans la région climatique  Moyenne vallée de la Loire, caractérisée par une bonne insolation (1 850 h/an) et un été peu pluvieux.
Pour la période 1971-2000, la température annuelle moyenne est de 11,1 °C, avec une amplitude thermique annuelle de 15 °C. Le cumul annuel moyen de précipitations est de 660 mm, avec 10,8 jours de précipitations en janvier et 6,9 jours en juillet. Pour la période 1991-2020, la température moyenne annuelle observée sur la station météorologique de Météo-France la plus proche, sur la commune de Cheverny à 7 km à vol d'oiseau, est de 11,8 °C et le cumul annuel moyen de précipitations est de 675,8 mm,. Pour l'avenir, les paramètres climatiques de la commune estimés pour 2050 selon différents scénarios d'émission de gaz à effet de serre sont consultables sur un site dédié publié par Météo-France en novembre 2022.

## Toponymie

### Nom actuel
Le nom de Cellettes vient du pluriel du bas latin « cella », c’est-à-dire la cellule d’un moine ou d’un ermite. En effet, dès le VIe siècle, se serait installé sur les bords du Beuvron un ermite nommé Mondry (parfois appelé Mundericus ou Mondéric). Si la chapelle de Mondry est présente sur le blason moderne de la commune, des historiens contestent son existence car certains faits et gestes, attribués aux ermites de cette époque, ont été rédigés à une date incertaine ou très postérieurement aux événements. Cette origine toponymique est en tout cas similaire à celle identifiée, en Sologne, pour les communes de Selles-sur-Cher et de Selles-Saint-Denis. Cellettes est ainsi un hagiotoponyme caché.

### Évolution du nom de la commune
Au Moyen Âge, le village était connu comme « Cella Sancti Munderici » puis, en français, « La Celle-Saint-Mondry ».

## Histoire
(septembre 2024).
Si vous disposez d'ouvrages ou d'articles de référence ou si vous connaissez des sites web de qualité traitant du thème abordé ici, merci de compléter l'article en donnant les références utiles à sa vérifiabilité et en les liant à la section « Notes et références ».

### Origines
En Sologne, la pénétration humaine, lentement amorcée depuis le premier âge du fer le long des principaux cours d’eau, s’est accentuée par l’arrivée des Carnutes. Ainsi Beuvron, la rivière des  bièvres (castors) est un nom gaulois.
Le site de Cellettes entouré de bois a pu se trouver à l’écart de la pénétration romaine, comme plus tard de l’arrivée des Normands, qui, l’une et l’autre, se sont faites par les vallées de la Loire et du Cher (et non du Beuvron).
Dans le sanctoral des RP Bénédictins, éditions Letouzey & Ané 1936, on trouve que « Mondry (Mundericus) d'Arisitum aurait été le titulaire d'un évêché fondé vers 570 en Austrasie. Mondry lui-même aurait fondé à Cellettes, diocèse de Blois, une église et un village en mémoire de sa cellule primitive ».
Dans la forêt de Russy, on peut encore voir la trace d'une voie romaine (pont romain).

### Moyen Âge
Au Moyen Âge, des moulins à blé ont été construits sur le Beuvron et l'existence de vignobles est attestée aux alentours de Cellettes.

### Cellettes pendant la Révolution
En 1790, Cellettes était un chef-lieu de canton. Elle a été rattachée au canton de Blois-Ouest en 1801.

### Époque récente
Entre le 29 janvier 1939 et le 8 février, plus de 3 100 réfugiés espagnols fuyant l'effondrement de la république espagnole devant Franco, arrivent dans le Loir-et-Cher. Devant l'insuffisance des structures d'accueil (les haras de Selles-sur-Cher sont notamment utilisés), 47 villages sont mis à contribution, dont Cellettes. Les réfugiés, essentiellement des femmes et des enfants, sont soumis à une quarantaine stricte, vaccinés, le courrier est limité, le ravitaillement, s'il est peu varié et cuisiné à la française, est cependant assuré. Au printemps et à l'été, les réfugiés sont regroupés à Bois-Brûlé (commune de Boisseau).

## Politique et administration

### Liste des maires
| Période      | Période      | Identité              | Étiquette | Qualité                                                 |
| ------------ | ------------ | --------------------- | --------- | ------------------------------------------------------- |
| mars 1977    | mars 1989    | Claude Monflier       |           |                                                         |
| mars 1989    | juin 1995    | Jean-Philippe Grandon |           | Médecin                                                 |
| mars 2014    | juillet 2020 | Michel Contour        | DVG       | Retraité agricole, conseiller départemental depuis 2015 |
| juillet 2020 | En cours     | Joël Rutard,          | LR        | Professeur, profession scientifique                     |

## Population et société

### Démographie

#### Évolution démographique
L'évolution du nombre d'habitants est connue à travers les recensements de la population effectués dans la commune depuis 1793. Pour les communes de moins de 10 000 habitants, une enquête de recensement portant sur toute la population est réalisée tous les cinq ans, les populations de référence des années intermédiaires étant quant à elles estimées par interpolation ou extrapolation. Pour la commune, le premier recensement exhaustif entrant dans le cadre du nouveau dispositif a été réalisé en 2004.

En 2022, la commune comptait 2 700 habitants, en évolution de +2,94 % par rapport à 2016 (Loir-et-Cher : −1,15 %, France hors Mayotte : +2,11 %).
| 1793  | 1800  | 1806  | 1821  | 1831 | 1836  | 1841  | 1846  | 1851  |
| ----- | ----- | ----- | ----- | ---- | ----- | ----- | ----- | ----- |
| 1 027 | 1 050 | 1 089 | 1 032 | 980  | 1 086 | 1 194 | 1 240 | 1 260 |

| 1856  | 1861  | 1866  | 1872  | 1876  | 1881  | 1886  | 1891  | 1896  |
| ----- | ----- | ----- | ----- | ----- | ----- | ----- | ----- | ----- |
| 1 212 | 1 119 | 1 129 | 1 121 | 1 148 | 1 125 | 1 078 | 1 076 | 1 105 |

| 1901  | 1906  | 1911  | 1921 | 1926 | 1931 | 1936 | 1946 | 1954 |
| ----- | ----- | ----- | ---- | ---- | ---- | ---- | ---- | ---- |
| 1 144 | 1 066 | 1 039 | 893  | 912  | 888  | 872  | 954  | 910  |

| 1962 | 1968  | 1975  | 1982  | 1990  | 1999  | 2004  | 2006  | 2009  |
| ---- | ----- | ----- | ----- | ----- | ----- | ----- | ----- | ----- |
| 938  | 1 004 | 1 200 | 1 709 | 1 922 | 2 138 | 2 186 | 2 209 | 2 295 |

| 2014  | 2019  | 2022  | - | - | - | - | - | - |
| ----- | ----- | ----- | - | - | - | - | - | - |
| 2 547 | 2 652 | 2 700 | - | - | - | - | - | - |

| | 1250 | 1665 | 1709 | 1713 | 1720 | 1725 | 1726 | 1735 | 1741 | 1768 | 1774 | 1786 | 1787 | 1788 | 1789 |
| --- | ---- | ---- | ---- | ---- | ---- | ---- | ---- | ---- | ---- | ---- | ---- | ---- | ---- | ---- | ---- |
| Feux | 220  | 238  | 228  | 228  | 228  | 190  | 193  | 249  | 215  | 192  | 175  | 172  | 170  | 168  | 166  |
| Gabellants                                                                                                |      |      |      |      |      | 610  | 610  |      |      |      |      | 540  | 435  | 426  | 423  |
| Anciens comptages en nombre de feux « taillables », les gabellants sont les habitants de plus de huit ans |      |      |      |      |      |      |      |      |      |      |      |      |      |      |      |

#### Pyramide des âges
En 2018, le taux de personnes d'un âge inférieur à 30 ans s'élève à 29,2 %, soit en dessous de la moyenne départementale (31,3 %). À l'inverse, le taux de personnes d'âge supérieur à 60 ans est de 31,3 % la même année, alors qu'il est de 31,6 % au niveau départemental.
En 2018, la commune comptait 1 322 hommes pour 1 320 femmes, soit un taux de 50,04 % d'hommes, légèrement supérieur au taux départemental (48,55 %).
Les pyramides des âges de la commune et du département s'établissent comme suit.
| Hommes | Classe d’âge | Femmes |
| ------ | ------------ | ------ |
| 0,5    | 90 ou +      | 1,1    |
| 7,9    | 75-89 ans    | 8,8    |
| 21,3   | 60-74 ans    | 23,2   |
| 22,5   | 45-59 ans    | 21,7   |
| 17,5   | 30-44 ans    | 17,3   |
| 10,9   | 15-29 ans    | 10,6   |
| 19,5   | 0-14 ans     | 17,5   |

| Hommes | Classe d’âge | Femmes |
| ------ | ------------ | ------ |
| 1,1    | 90 ou +      | 2,6    |
| 9,2    | 75-89 ans    | 11,9   |
| 19,7   | 60-74 ans    | 20,4   |
| 20,7   | 45-59 ans    | 20     |
| 16,5   | 30-44 ans    | 16,2   |
| 15,2   | 15-29 ans    | 13,2   |
| 17,6   | 0-14 ans     | 15,7   |

## Culture locale et patrimoine

### Patrimoine naturel et agricole
- Vignoble de Cheverny (AOC).

### Voies
| 81 odonymes recensés à Cellettes (Loir-et-Cher) au 2 février 2014 | 81 odonymes recensés à Cellettes (Loir-et-Cher) au 2 février 2014 | 81 odonymes recensés à Cellettes (Loir-et-Cher) au 2 février 2014 | 81 odonymes recensés à Cellettes (Loir-et-Cher) au 2 février 2014 | 81 odonymes recensés à Cellettes (Loir-et-Cher) au 2 février 2014 | 81 odonymes recensés à Cellettes (Loir-et-Cher) au 2 février 2014 | 81 odonymes recensés à Cellettes (Loir-et-Cher) au 2 février 2014 | 81 odonymes recensés à Cellettes (Loir-et-Cher) au 2 février 2014 | 81 odonymes recensés à Cellettes (Loir-et-Cher) au 2 février 2014 | 81 odonymes recensés à Cellettes (Loir-et-Cher) au 2 février 2014 | 81 odonymes recensés à Cellettes (Loir-et-Cher) au 2 février 2014 | 81 odonymes recensés à Cellettes (Loir-et-Cher) au 2 février 2014 | 81 odonymes recensés à Cellettes (Loir-et-Cher) au 2 février 2014 | 81 odonymes recensés à Cellettes (Loir-et-Cher) au 2 février 2014 | 81 odonymes recensés à Cellettes (Loir-et-Cher) au 2 février 2014 | 81 odonymes recensés à Cellettes (Loir-et-Cher) au 2 février 2014 |
| Allée                                                             | Avenue                                                            | Bld                                                               | Chemin                                                            | Clos                                                              | Impasse                                                           | Montée                                                            | Passage                                                           | Place                                                             | Pont                                                              | Route                                                             | Rue                                                               | Sentier                                                           | Venelle                                                           | Autres                                                            | Total                                                             |
| ----------------------------------------------------------------- | ----------------------------------------------------------------- | ----------------------------------------------------------------- | ----------------------------------------------------------------- | ----------------------------------------------------------------- | ----------------------------------------------------------------- | ----------------------------------------------------------------- | ----------------------------------------------------------------- | ----------------------------------------------------------------- | ----------------------------------------------------------------- | ----------------------------------------------------------------- | ----------------------------------------------------------------- | ----------------------------------------------------------------- | ----------------------------------------------------------------- | ----------------------------------------------------------------- | ----------------------------------------------------------------- |
| 4                                                                 | 0                                                                 | 0                                                                 | 3                                                                 | 1                                                                 | 7                                                                 | 0                                                                 | 0                                                                 | 3                                                                 | 0                                                                 | 3                                                                 | 33                                                                | 0                                                                 | 0                                                                 | 27                                                                | 81                                                                |
| Notes « N »                                                       | Notes « N »                                                       | 1. 2. 3. 4. 5. 6.                                                 | 1. 2. 3. 4. 5. 6.                                                 | 1. 2. 3. 4. 5. 6.                                                 | 1. 2. 3. 4. 5. 6.                                                 | 1. 2. 3. 4. 5. 6.                                                 | 1. 2. 3. 4. 5. 6.                                                 | 1. 2. 3. 4. 5. 6.                                                 | 1. 2. 3. 4. 5. 6.                                                 | 1. 2. 3. 4. 5. 6.                                                 | 1. 2. 3. 4. 5. 6.                                                 | 1. 2. 3. 4. 5. 6.                                                 | 1. 2. 3. 4. 5. 6.                                                 | 1. 2. 3. 4. 5. 6.                                                 | 1. 2. 3. 4. 5. 6.                                                 |
| Sources : rue-ville.info & OpenStreetMap                          |                                                                   |                                                                   |                                                                   |                                                                   |                                                                   |                                                                   |                                                                   |                                                                   |                                                                   |                                                                   |                                                                   |                                                                   |                                                                   |                                                                   |                                                                   |

### Lieux et monuments

#### Église Saint-Mondry
Cette église est placée sous le patronage de saint Mondry.
On ne connaît pas les plans de l’église primitive qui existait probablement dès le XIe siècle. Par une bulle du pape Lucius II datée du 15 avril 1144, on sait qu’elle dépendait de l’abbaye de Pontlevoy qui nommait son curé et ce jusqu’à la création du diocèse de Blois le 1er juillet 1697.
L’église actuelle remonte au XIIIe siècle et comprenait à l’origine une nef centrale, le chœur et le transept. Au XVIe siècle on lui adjoint deux bas côtés au nord et au sud et au XIXe siècle, sous la direction de l’architecte Jules de la Morandière, la grande nef est prolongée d’une tribune et d’un porche flanqué de chaque côté d’un petit escalier de pierre permettant d’accéder à la tribune et au clocher.
La voûte de la nef est une charpente en forme de coque de navire renversé. Au milieu du XVe siècle un orage déclencha un incendie qui la détruit, ainsi que la toiture de l’édifice.
Charles d'Orléans, par lettre du 13 septembre 1447, donne, par grâce spéciale au curé et aux paroissiens de l’église, l’autorisation de couper et prendre dans sa forêt de Russy tout le bois nécessaire à la réfection de l’édifice.
En 1850, l’abbé Belin qui avait été curé pendant 59 ans est remplacé par l’abbé Mollard âgé de 38 ans, plein de zèle et de projets, il entreprend avec le concours des paroissiens de remettre l’église en l’état et de la moderniser.
Il fait refaire tous les vitraux entre 1860 et 1880 et repeindre les murs. N’étant pas satisfait de l’éclairage du chœur, il fait détruire les deux vitraux latéraux et murer l’emplacement puis fait ouvrir le fond du chœur pour y placer un grand vitrail représentant le Calvaire ; au pied de ce dernier il se fait représenter en souvenir de son voyage en Terre Sainte.
Les reliques de saint Mondry sont conservées dans un curieux petit coffret de bois revêtu de plaques d’os décorées de dessins géométriques que l’on date de l’époque carolingienne. Devant sa fragilité, il fut pourvu au Moyen Âge de pentures en fer étamé pour assurer sa conservation.
L’intérieur de l’église a été entièrement restauré en 1989. Les travaux ont duré six mois. Les peintures murales ont été retirées à l’exception de celles du chœur qui forment un décor autour des fresques. L’idée directrice étant de conserver et restaurer tout ce qui pouvait l’être et de le mettre en valeur.

#### Châteaux
Cellettes compte dix-huit châteaux ou maisons de maître sur son territoire, ce qui en fait une des communes de France les plus riches en ce domaine. Le charme des vallées du Beuvron et de son affluent le Conon a attiré  à Cellettes les familles nobles du XVIe siècle, puis les bourgeois de Blois et enfin des familles parisiennes.
Voici la liste de ces châteaux :
- Le château de l'Angevinière, appelé également Mon repos ou le Gord ;
- Le château de lArcherie ;
- Le château des Aulnières, une closerie du XVIIe siècle ;
- Le château de Beauregard, du XVIe siècle, le plus important, célèbre par sa galerie des portraits et son cabinet des grelots ; il est ouvert à la visite et comporte un parc de près de 70 hectares ;
- Le château de la Blancardière ;
- Le Boisselas qui date du milieu du XVIIe siècle ;
- Le château de la Boissière ;
- Le château de Bousseuil ;
- Le château de Conon, qui a été transformé en ferme, et dont on peut encore voir le mur d'enceinte ;
- La Fresnaye ;
- Le château de la Gagnotterie, appelé également la Feuillée ou les Rosiers ;
- L'Hydoinière ;
- Le château de Lutaine, adossé à la forêt de Russy, qui s'enorgueillit d'avoir abrité quelque temps l'académicien Paul Claudel qui y écrivit en 1923 Les conversations en Loir-et-Cher ;
- La Maison Vert ou château de la Vaugelay ;
- Le château de Montrion ;
- Le château d'Ornay ;
- Le château des Rochères ;
- Le château de la Rozelle ;

à laquelle on peut ajouter :
- Le château de la Coque qui est plus proche de Cellettes que de Cormeray sa commune d'appartenance.

### Héraldique
|  | Les armoiries de Cellettes se blasonnent ainsi : De sinople à la celle (ou cellule de moine) sommée d'une croisette d'or, adextrée d'un cep de vigne pampré du même et fruité de sable, le tout posé sur une terrasse aussi d'or chargée d'une burèle ondée du champ ; au chef aussi d'or chargé d'un castor au naturel, accosté de deux glands du champ. Création A. Garneau - J.-P. Fernon (1987). |

## Personnalités liées à la commune
- Paul Ardier (1563-1638), seigneur de Cellettes, père du suivant.
- Paul II Ardier (1595-1671), fils du précédent, seigneur de Cellettes et de Beauregard, mort au château de Beauregard, en partie inhumé à Cellettes.
- Jules, 2e comte de Cholet (1798-1884), X1817, homme politique français du XIXe siècle.
- Romain Stampers jet skieur français.
- Jeanne Corbin (Celletes, France 1906 - London, Canada 1943) Militante communiste à Edmonton, Toronto, Montréal et Timmins. Membre de la Ligue pour la défense ouvrière. Elle mène une grève de bûcheron à Rouyn, Québec en 1933 à la suite de quoi elle sera emprisonnée pendant trois mois.
- Rémi Couty, Rugbyman cellettois évoluant au Stade Aurillacois (2eme division)